# Городковка (Винницкая область)
Городко́вка (укр. Городківка) — село в Украине, находится в Тульчинском районе Винницкой области.
Код КОАТУУ — 0521981201. Население по переписи 2020 года составляет 5138 человека. Почтовый индекс — 24615. Телефонный код — 4340.
Занимает площадь 7,802 км².

## История
- В 1945 г. Указом Президиума ВС УССР село Мястковка переименовано в Городковку[1].

В начале XX века была местечком в Ольгопольском уезде Подольской губернии. Жителей 5696, дворов 1318; 2 православные церкви, костел, каплица, синагога, 2 еврейских молитвенных дома. Народное училище, аптека, винокуренный завод, 2 водяные мельницы; базары через неделю.
Так же там родился народный предпрениматель и депутат Украины Александр Ревега

## Религия
В селе действуют Благовещенский храм и храм Казанской иконы Пресвятой Богородицы Крыжопольского благочиния Могилёв-Подольской епархии Украинской православной церкви.

## Адрес местного совета
24615, Винницкая область, Крыжопольский район, село Городковка, ул. Ленина, 51, телефон 2-45-31